# Ma référence
Ma référence è il secondo album della cantante francese Jena Lee, pubblicato il 1º novembre 2010 in formato digitale e l'8 novembre dello stesso anno nei negozi di dischi francesi dall'etichetta discografica Mercury Records.
L'album ha avuto un successo minore all'album precedente, Vous remercier: in Francia è entrato all'undicesima posizione della classifica degli album scendendo piuttosto velocemente. Ha avuto un discreto successo anche in Vallonia, dove è entrato alla posizione numero 72.
Da Ma référence sono stati estratti tre singoli, pubblicati solo nel formato di download digitale: Éternise-moi, Je rêve en enfer e US Boy.

## Tracce
1. Mon ange – 3:53
2. US Boy – 3:39
3. Je rêve en enfer – 3:24
4. Ma référence – 3:08
5. Éternise-moi – 4:16
6. Le temps – 3:45
7. Mon délire – 4:12
8. Ame sœur – 2:45
9. Ne me réveille pas – 3:17
10. J'oublie – 4:06
11. Je m'ennuie – 2:59
12. En détresse – 3:37
13. L'ombre et la lumière – 4:21

## Classifiche
| Classifica (2010) | Posizione massima |
| ----------------- | ----------------- |
| Belgio (Vallonia) | 72                |
| Francia           | 11                |